# Liste der Monuments historiques in Châtellerault
Die Liste der Monuments historiques in Châtellerault führt die Monuments historiques in der französischen Gemeinde Châtellerault auf.

## Liste der Bauwerke
| Bezeichnung                                | Beschreibung                                                              | Standort                                                 | Kennzeichnung | Schutzstatus | Datum | Bild           |
| ------------------------------------------ | ------------------------------------------------------------------------- | -------------------------------------------------------- | ------------- | ------------ | ----- | -------------- |
| Pont Henri IV                              | Brücke, erbaut um 1600                                                    | (Lage)                                                   | PA00105404    | Classé       | 1913  | weitere Bilder |
| Ehemalige Kirche Notre-Dame                | Erbaut im 12./13. Jahrhundert                                             | 7 rue Saint-Romain (Lage)                                | PA00105399    | Inscrit      | 1942  |                |
| Hôtel particulier                          | Erbaut im 17./18. Jahrhundert                                             | 27, 29 rue de Sully; 4 rue du Cygne-Saint-Jacques (Lage) | PA86000054    | Inscrit      | 2017  |                |
| Kirche St-Jacques                          | Erbaut ab dem 12. Jahrhundert                                             | (Lage)                                                   | PA86000056    | Inscrit      | 2018  | weitere Bilder |
| Haus von René Descartes                    | Erbaut in der ersten Hälfte des 16. Jahrhunderts                          | 162, rue Bourbon (Lage)                                  | PA00105403    | Classé       | 1927  | weitere Bilder |
| Hôtel des Sibylles                         | Erbaut in der ersten Hälfte des 16. Jahrhunderts                          | 151, 153, 155, 157 boulevard de Blossac (Lage)           | PA00125691    | Classé       | 1995  |                |
| Château de Targé                           | Schloss, erbaut im 12. Jahrhundert                                        | (Lage)                                                   | PA00105738    | Inscrit      | 1972  |                |
| Institution Saint-Gabriel                  | Erbaut im 16. Jahrhundert                                                 | 12 rue Sully (Lage)                                      | PA86000026    | Inscrit      | 2004  |                |
| Bourse du travail                          | Erbaut im 15. Jahrhundert                                                 | 9 rue du Cognet (Lage)                                   | PA00105397    | Inscrit      | 1929  | weitere Bilder |
| Hôtel Nicolas Alaman                       | Erbaut 1525                                                               | (Lage)                                                   | PA00105401    | Inscrit      | 1932  |                |
| Hôtel Sully                                | Erbaut im 16. Jahrhundert                                                 | 14 rue Sully (Lage)                                      | PA00105402    | Inscrit      | 1929  |                |
| Manufacture d’armes de Châtellerault       | Erbaut im 19. Jahrhundert, heute u. a. Automobilmuseum und Konservatorium | (Lage)                                                   | PA00105790    | Inscrit      | 1989  | weitere Bilder |
| Kapelle der ehemaligen Commanderie d’Auzon | Erbaut im 12. Jahrhundert                                                 | (Lage)                                                   | PA00105398    | Classé       | 1913  |                |
| Ehemalige Kirche St-Romain                 | Erbaut im 12. Jahrhundert                                                 | 30 rue Saint-Romain (Lage)                               | PA00105400    | Inscrit      | 1973  |                |
| Stadttheater                               | Erbaut 1842 und 1898                                                      | 82 boulevard de Blossac (Lage)                           | PA00105405    | Classé       | 2009  | weitere Bilder |
| Pont Camille-de-Hogues                     | Brücke, erbaut um 1900                                                    | (Lage)                                                   | PA86000019    | Classé       | 1986  | weitere Bilder |

## Liste der Objekte
- Monuments historiques (Objekte) in Châtellerault in der Base Palissy des französischen Kultusministeriums